# سورووو
سورووو (به صربی: Severovo) یک منطقهٔ مسکونی در صربستان است که در آرییه واقع شده‌است. سورووو ۱۶٫۰۷ کیلومتر مربع مساحت و ۲۲۶ نفر جمعیت دارد و ۸۲۲ متر بالاتر از سطح دریا واقع شده‌است.